# Lavancia-Epercy
Lavancia-Epercy è un comune francese di 674 abitanti situato nel dipartimento del Giura nella regione della Borgogna-Franca Contea.

## Società

### Evoluzione demografica
Abitanti censiti